# 半月山大佛

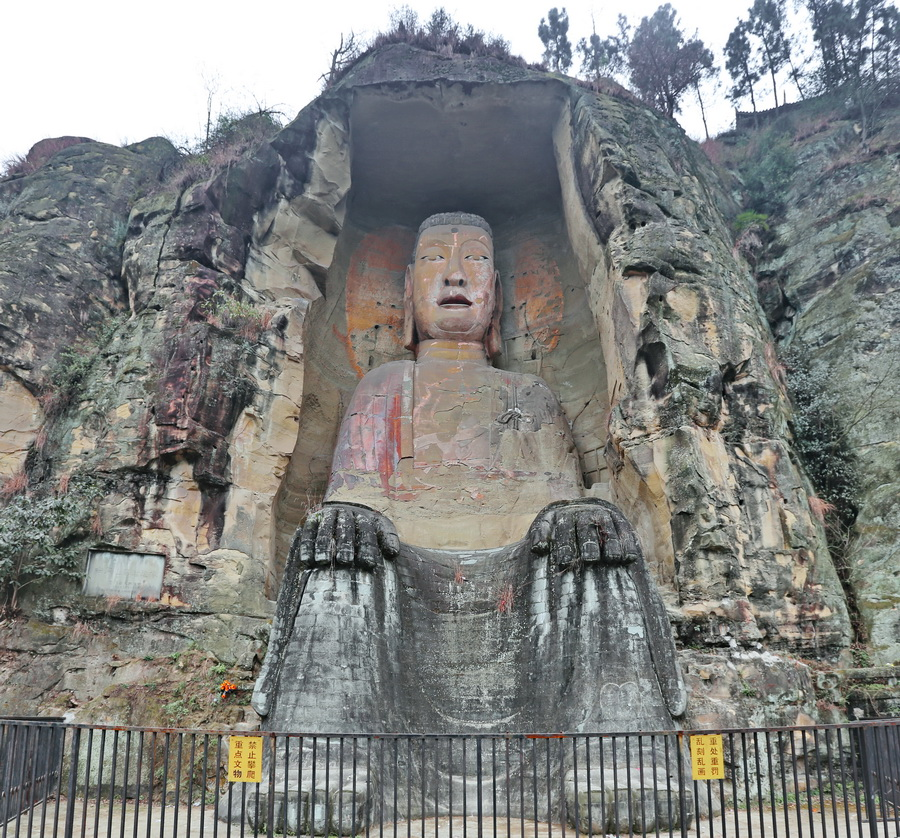
半月山大佛

半月山大佛又稱資陽大佛，位於四川省資陽市雁江區碑記鎮，是一座在山崖石壁上雕刻的弥勒佛造像，为半月山摩崖造像的第6号龛。大佛高20.29米，肩宽7.3米（另说高22.24米，胸宽11.2米）。始刻年代有多種說法，一為唐貞觀十七年（643年），一為唐貞元九年（793年）；至南宋绍兴元年（1131年），汝南人梅修组织为大佛开眉凿日、精雕衣纹，大佛方宣告完工。大佛肩后龛正壁有“贞元九年八月十五日”题记，龛左壁中部有清光绪十三年（1887年）的《大佛会碑存》题刻。

大佛前原有大佛寺，1950年被改作学校，“文革”期间寺庙被拆除，大佛也遭到破坏。